# Acid washing

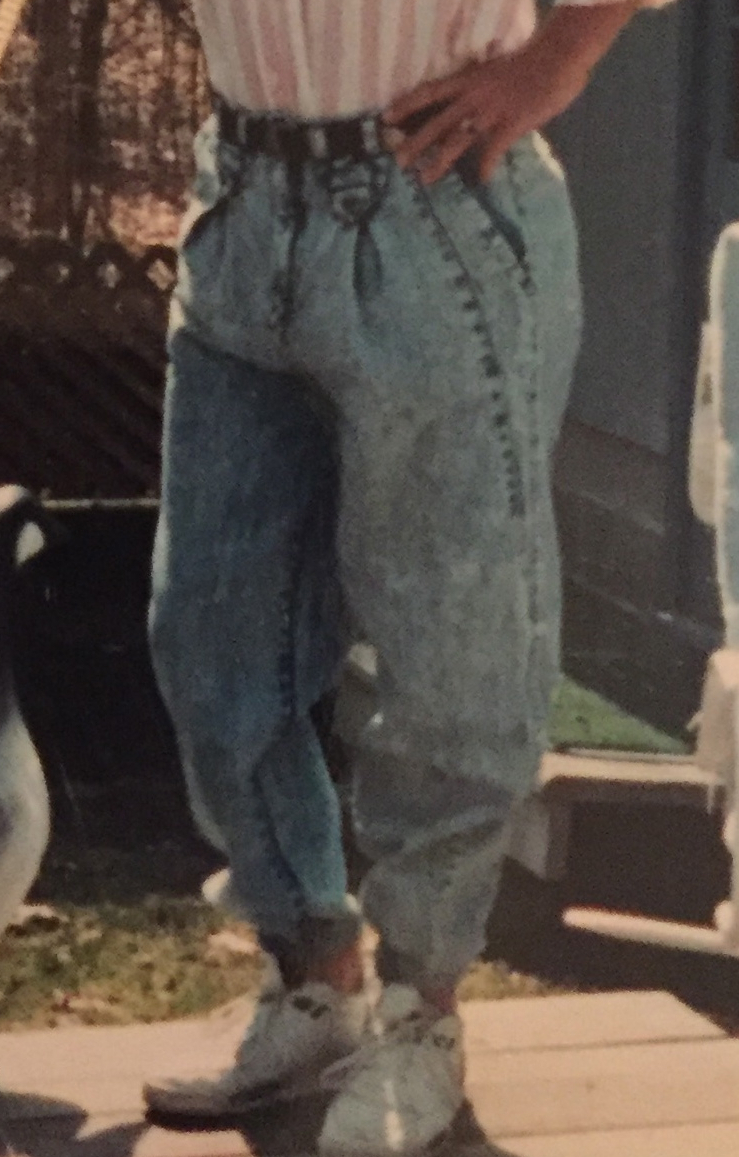
Zuurgewassen jeans uit de jaren 80

Acid washing (Engels voor 'zuurwassing') is een bewerkingstechniek waarbij denim net zo lang gewassen wordt met puimsteen en chloor totdat het flink gebleekt is. Het wordt meestal toegepast op jeans.

## Geschiedenis
Californische surfers en leden van andere subculturen in de jaren 60 van de 20ste eeuw onderscheidden zich met hun jeans, die waren gebleekt door het zoute water, vanwege het authentieke, "geleefde" uiterlijk. Omdat natuurlijke slijtage weken of zelfs maanden in beslag nam, was het gebruikelijk om een nieuwe spijkerbroek op te hangen in de zon om hem versneld te laten verbleken. Voor veel surfers duurde ook dit te lang, dus versnelden ze het proces door de jeans te weken in verdund bleekwater en wat strandzand. Eenvoudig bleekmiddel en zoutzuur werden gebruikt omdat dit makkelijk verkrijgbare chemicaliën zijn.
Vanwege de populariteit van deze jeans nam de kledingindustrie de techniek over. Met name in de jaren 80 en 90 waren acid washing- en stone washing-jeans (met een versleten uiterlijk) populair, maar ook in de decennia daarna bleef het een gewilde look voor jeans.

## Milieuonvriendelijk
De bleektechniek is zeer milieuonvriendelijk en gevaarlijk voor medewerkers die met de chemicaliën moeten werken, reden waarom in de 21ste eeuw veiliger technieken als ozonbleking worden toegepast.